# Маркиз де Лос-Бальбасес
Маркиз де Лос-Бальбасес — испанский дворянский титул.
Создан королем Филиппом IV 17 декабря 1621 и пожалован вместе с достоинством гранда Испании Амброджо Спиноле, герцогу Сесто, губернатору Милана, рыцарю ордена Сантьяго и Золотого руна.
Название происходит от города Лос-Бальбасес в провинции Бургос.

## Список маркизов
- 1621—1630 — Амброджо Спинола
- 1630—1659 — Филиппо Спинола
- 1659—1699 — Паоло Винченцо Спинола
- 1699—1721 — Карлос Фелипе Спинола
- 1721—1757 — Карлос Амбросио Спинола де ла Серда
- 1757—1798 — Карлос Хоакин Спинола де ла Куэва
- 1798—1813 — Мануэль Мигель Осорио
- 1813/1830—1866 — Николас Осорио
- 1866—1909 — Хосе Осорио-и-Сильва
- 1909—1942 — Мигель Осорио
- 1942—1994 — Бельтран Альфонсо Осорио
- С 1994 — Хуан Мигель Осорио